# Sean Williams (basket-ball)
Pour les articles homonymes, voir Sean Williams (homonymie) et Williams.
Sean Williams, né le 13 septembre 1986 à Houston (Texas), aux États-Unis, est un joueur américain de basket-ball. Il évolue aux postes d'ailier fort et de pivot.

## Carrière
Sean Williams était un étudiant au Boston College.
En 2007, Sean Williams est drafté par les Nets du New Jersey en 17e position.
Il a participé au Rookie Challenge, match opposant les Rookies au Sophomores lors du All-Star Week-end 2008 inscrivant 17 points et prenant 10 rebonds.
En 2011, il a participé à 27 matchs de la NBA D-League (ligue de développement pour la NBA) et a marqué en moyenne 15,2 points, 8,9 rebonds et 2,5 contres par match.
À la suite de ses performances, il joue quelques matchs avec les Mavericks de Dallas en NBA.
Le 20 avril 2012, il est recruté par les Celtics de Boston pour remplacer Jermaine O'Neal opéré au poignet et indisponible jusqu'à la fin de la saison.
Le 5 juillet 2012, les Celtics annoncent que Williams fait partie de l'effectif pour participer à l'Orlando Pro Summer League 2012 et la NBA Summer League 2012.
Le 20 juillet 2012, Williams est transféré aux Rockets de Houston dans un transfert entre trois équipes. Le 29 août 2012, il est coupé par les Rockets.
Le 10 décembre 2012, il rejoint les Legends du Texas.
Le 29 août 2013, ses droits de joueur sont transférés aux 87ers du Delaware lors de la draft de D-League 2013.
En septembre 2013, il rejoint le Torku Selçuk Üniversitesi à Konyaspor en Turquie.
Le 21 juillet 2015, il prolonge avec l'équipe turque.

## Palmarès
- Champion de la Division Atlantique en 2012 avec les Celtics de Boston.